# Limba sabeeană

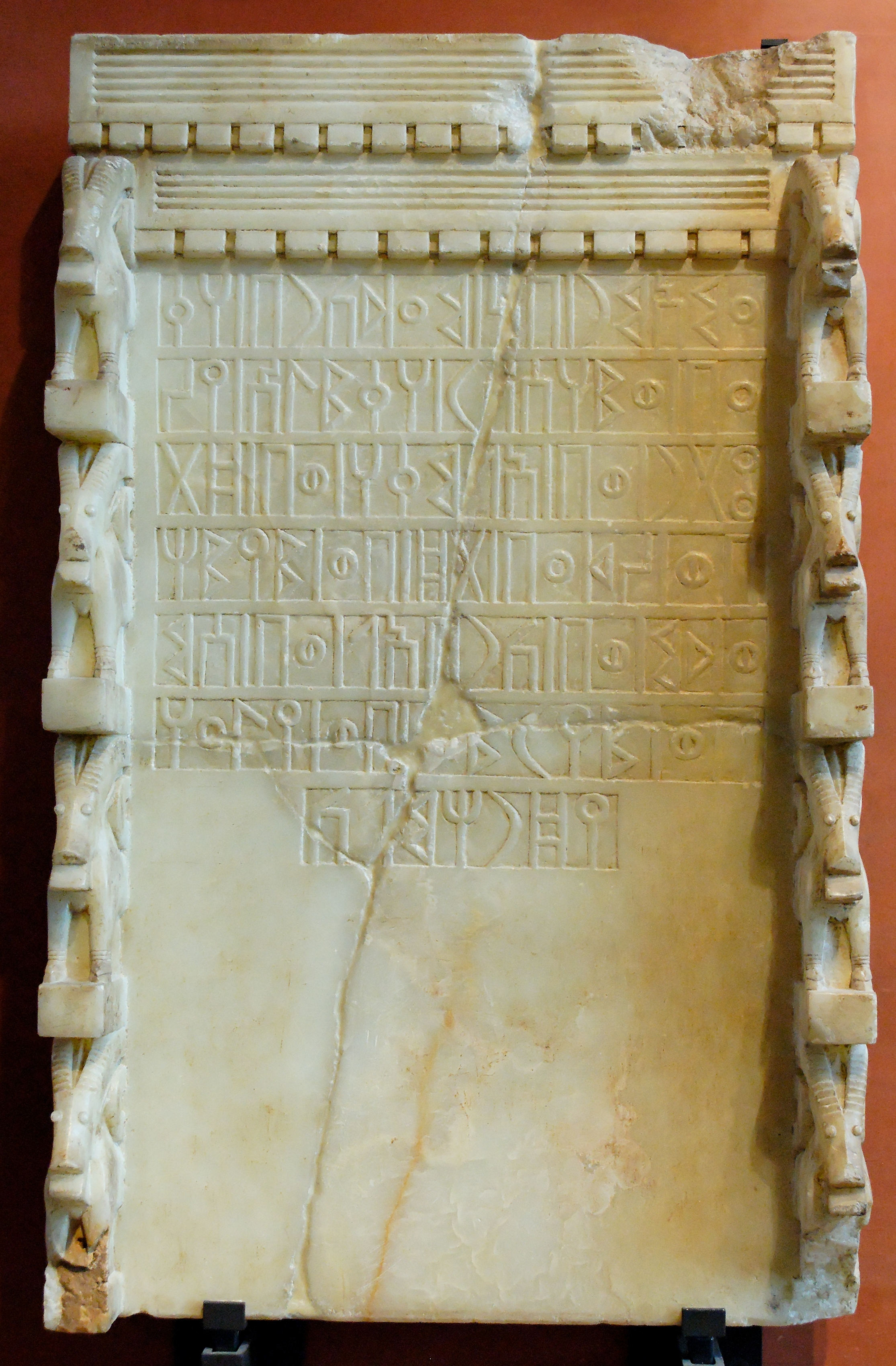
Stelă votivă în alfabet sabeean din regiunea Ma'rib, 700 î.Hr., închinată zeului lunii Almakah

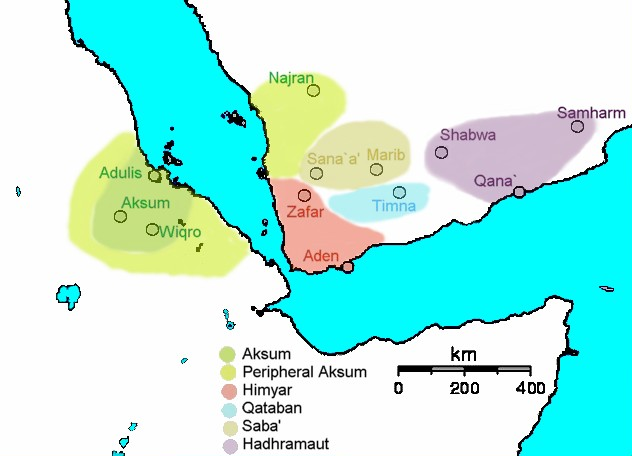
Aksum și Arabia de sud pe la 230 d.Hr.

Limba sabeeană, adesea denumită incorect himyarită, a fost o limbă veche sud-arabică, vorbită de către sabeeni în Yemen, de prin anul 1000 î.Hr. și până în secolul al VI-lea d.Hr. 
Ea a fost folosită ca limbă scrisă și de alte neamuri (shaab) din Iemenul antic, ca de pilda himyariții, sirwahiții, humlaniții, ghaymaniții și radmaniții.
Limba sabeeană aparține subgrupului de limbi sud-arabice al grupului semit din familia de limbi afro-asiatice (hamito-semitice). 
Sabeeana se distingea de celelalte limbi vechi sud-arabice prin uzul lui h pentru a marca  persoana a III-a ca prefix cauzativ. Celelalte limbi foloseau în aceste cazuri s. De aceea, sabeeana este denumită limbă h, iar celelalte limbi menționate - limbi s.

## Alfabetul sabeean
Sabeeana era scrisă în alfabetul sudarabic, care, ca și în alfabetele ebraic sau arab, marca numai consoanele, unica indicație a vocalelor făcându-se cu Matres Lectionis. Vreme de mulți ani unicele texte descoperite în această scriere au fost inscripții în scrierea Musnad. În anul 1973 s-au descoperit documente și în scriere minusculă și cursivă, provenind din a două jumătate a secolului I d.Hr.; puține dintre ele au fost publicate până în momentul de față.
Alfabetul sudarabic folosit în Eritreea, Etiopia și Yemen, începând din secolul al VIII-lea, a evoluat ulterior în alfabetul Ge'ez. Limba ge'ez, însă, nu mai este considerată urmașă a sabeenei, sau a vechii sudarabice. Există dovezi lingvistice că limbile semite erau folosite și vorbite în Eritreea și Etiopia încă din anul 2000 î.Hr.     
Sabeeana este atestată în 1040 inscripții dedicatorii, 850 inscripții murale, 200 texte de legi și 1300 graffiti scurte, conținând nume de persoane. Nu s-au găsit texte literare. Această lipsă de surse materiale suficiente, și formele limitate ale inscripțiilor au făcut dificilă cunoașterea completă a gramaticii sabeene.
Zeci de mii de inscripții scrise într-o scriere cursivă, denumită Zabur, crestate pe bețe de lemn,au fost găsite și datate ca provenind din perioada sabeeană medie; ele reprezintă scrisori și documente legale și includ o mare varietate de forme gramaticale.
| Vechiul alfabet sudarabic monumental (musnad) | Vechiul alfabet sudarabic monumental (musnad) | Vechiul alfabet sudarabic monumental (musnad) | Vechiul alfabet sudarabic monumental (musnad) | Vechiul alfabet sudarabic monumental (musnad) | Vechiul alfabet sudarabic monumental (musnad) | Vechiul alfabet sudarabic monumental (musnad) | Vechiul alfabet sudarabic monumental (musnad) | Vechiul alfabet sudarabic monumental (musnad) | Vechiul alfabet sudarabic monumental (musnad) | Vechiul alfabet sudarabic monumental (musnad) | Vechiul alfabet sudarabic monumental (musnad) | Vechiul alfabet sudarabic monumental (musnad) | Vechiul alfabet sudarabic monumental (musnad) | Vechiul alfabet sudarabic monumental (musnad) | Vechiul alfabet sudarabic monumental (musnad) | Vechiul alfabet sudarabic monumental (musnad) | Vechiul alfabet sudarabic monumental (musnad) | Vechiul alfabet sudarabic monumental (musnad) | Vechiul alfabet sudarabic monumental (musnad) | Vechiul alfabet sudarabic monumental (musnad) | Vechiul alfabet sudarabic monumental (musnad) | Vechiul alfabet sudarabic monumental (musnad) | Vechiul alfabet sudarabic monumental (musnad) | Vechiul alfabet sudarabic monumental (musnad) | Vechiul alfabet sudarabic monumental (musnad) | Vechiul alfabet sudarabic monumental (musnad) | Vechiul alfabet sudarabic monumental (musnad) | Vechiul alfabet sudarabic monumental (musnad) | Vechiul alfabet sudarabic monumental (musnad) | Vechiul alfabet sudarabic monumental (musnad) | Vechiul alfabet sudarabic monumental (musnad) | Vechiul alfabet sudarabic monumental (musnad) |
| --------------------------------------------- | --------------------------------------------- | --------------------------------------------- | --------------------------------------------- | --------------------------------------------- | --------------------------------------------- | --------------------------------------------- | --------------------------------------------- | --------------------------------------------- | --------------------------------------------- | --------------------------------------------- | --------------------------------------------- | --------------------------------------------- | --------------------------------------------- | --------------------------------------------- | --------------------------------------------- | --------------------------------------------- | --------------------------------------------- | --------------------------------------------- | --------------------------------------------- | --------------------------------------------- | --------------------------------------------- | --------------------------------------------- | --------------------------------------------- | --------------------------------------------- | --------------------------------------------- | --------------------------------------------- | --------------------------------------------- | --------------------------------------------- | --------------------------------------------- | --------------------------------------------- | --------------------------------------------- | --------------------------------------------- |
| héber                                         | ה                                             | ל                                             | ח                                             | מ                                             | ק                                             | ו                                             | שׁ                                             | ר                                             | ב                                             | ת                                             | שׂ                                             | כ                                             | נ                                             | 'ח                                            | ס                                             | פ                                             | א                                             | ע                                             | 'ז                                            | ג                                             | ד                                             | 'ע                                            | ט                                             | ז                                             | 'ד                                            | י                                             | 'ת                                            | צ                                             | ט'                                            |                                               |                                               |                                               |
| literă transcripție IPA                       | h [h]                                         | l [l]                                         | ḥ [ħ]                                         | m [m]                                         | q [q]                                         | w [w]                                         | s2 [ɬ]                                        | r [r]                                         | b [b]                                         | t [t]                                         | s1 [s]                                        | k [k]                                         | n [n]                                         | ḫ [x]                                         | s3 [s̪]                                        | f [f]                                         | ʾ [ʔ]                                         | ʿ [ʕ]                                         | ḍ [ɬʼ]                                        | g [g]                                         | d [d]                                         | ġ [ɣ]                                         | ṭ [tʼ]                                        | z [z]                                         | ḏ [ð]                                         | y [j]                                         | ṯ [θ]                                         | ṣ [tˢʼ]                                       | ẓ [θʼ]                                        |                                               |                                               |                                               |
| fenician                                      | he                                            | lamed                                         | het                                           | mem                                           | kuf                                           | vav                                           | shin                                          | resh                                          | bet                                           | tav                                           |                                               | kaf                                           | nun                                           |                                               | sameh                                         | pe                                            | alef                                          | ayin                                          |                                               | gimmel                                        | dalet                                         |                                               | tet                                           | zayin                                         |                                               | yod                                           |                                               | tzade                                         |                                               |                                               |                                               |                                               |
| etiopian                                      | ሀ                                             | ለ                                             | ለ                                             | መ                                             | ቀ                                             | ወ                                             | ሠ                                             | ረ                                             | በ                                             | ተ                                             |                                               | ከ                                             | ነ                                             | ኀ                                             | ሰ                                             | ፈ                                             | አ                                             | ዐ                                             | ፀ                                             | ገ                                             | ደ                                             |                                               | ጠ                                             |                                               | ዘ                                             | የ                                             |                                               | ጸ                                             |                                               |                                               |                                               |                                               |
| alte transcripții:                            | alte transcripții:                            | alte transcripții:                            | alte transcripții:                            | alte transcripții:                            | alte transcripții:                            | alte transcripții:                            | ś š                                           |                                               |                                               |                                               | š s                                           |                                               |                                               |                                               | s ś                                           |                                               |                                               |                                               |                                               |                                               |                                               |                                               |                                               |                                               |                                               |                                               |                                               |                                               |                                               |                                               |                                               |                                               |

|                         | rotunjite | rotunjite | rotunjite | rotunjite | rotunjite | rotunjite | rotunjite | rotunjite | Y     | Y     | Y     | Π     | Π     | Π      | Π     | Π     | verticale | verticale | verticale | diagonale | diagonale | diagonale | diagonale    | diagonale | diagonale | diagonale | „cutie” | „cutie” | „cutie” |
| litera transcripție IPA | ʿ [ʕ]     | q [q]     | y [j]     | ṯ [θ]     | ṣ [tˢʼ]   | ẓ [θʼ]    | r [r]     | w [w]     | h [h] | ḫ [x] | ḥ [ħ] | b [b] | ġ [ɣ] | s1 [s] | k [k] | ʾ [ʔ] | g [g]     | l [l]     | n [n]     | m [m]     | s2 [ɬ]    | s3 [s̪]    | 15px]] t [t] | z [z]     | f [f]     | d [d]     | ḏ [ð]   | ḍ [ɬʼ]  | ṭ [tʼ]  |

## Varietăți ale limbii sabeene
- Sabeeana: limba regatului antic Saba, iar mai târziu, al regatului Himyar; prezentă de asemenea în documente din regatul etopitan Da'amot.
  - Sabeeana veche, prezentă mai ales în inscripții de tip bustrofedon dintre secolul al IX-lea - al VIII-lea î.Hr., dar și în texte ulterioare din următoarele două secole, provenind din Ma'rib și din zona muntoasă.
  - Sabeeana medie, din secolul al III-lea î.Hr până la finele secolului al III-lea d.Ht., limba cel mai bine documentată. Corpul cel mai larg de texte din aceasta perioada provine din templul Awwam, cunoscut și sub numele „Mahrem Bilqis”, din Ma'rib
    - Amirita sau haramita,limba regiunii de la nord de Ma'in
    - Sabeeana centrală, limba inscriptiilor din centrul Sabei
    - Sabeeana sudică, limba literară a triburilor arabe din Radman și Himyar
    - Pseudo-sabeeana, limba literară a triburilor arabe din Nadjran, Haram și Karyat al Faw
    - Sabeeana târzie, din secolele al IV-lea- al VI-lea d.Hr. caracterizează perioada monoteistă, în care creștinismul și iudaismul au adus influențe ale aramaicei și elenei

În perioada sabeenei târzii nu mai sunt menționate numele vechi ale zeilor, ci doar o singură zeitate - Rahmanan.  
Ultima inscriptie cunoscuta în aceasta limba datează din anul 554/559 d.Hr. 
Stingerea limbilor sabeene s-a datorit expansiunii rapide a Islamului, care a adus cu el araba nordică sau Mudari, care a devenit limba scrisă și de cultură a locului, înlocuind cu totul sabeeana.
Dialectul folosit în regiunile muntoase ale Yemenului, cunoscut ca sabeeana centrală, este foarte omogen si este în general, folosit în inscripții. Dialecte divergente se găsesc de obicei în aria din jurul înălțimilor centrale, ca de pildă dialectul însemnat al orașului Haram din estul Al Djawf. Dialectul haramic, prezent în inscripții, și care este influențat profund de araba nordică, este in general, considerat o formă de sabeeană. 
Himyariții au apărut la sfârșitul secolului al II-lea î.Hr.,au supus mai târziu regatul Saba. Din capitala lor, Zafar, au dominat apoi întreg Yemenul. Himyariții vorbeau o limba semită, dar nu sudarabică, în schimb, au folosit sabeeana ca limbă scrisă.